# 1645 v. Chr.
Portal Geschichte | Portal Biografien | Aktuelle Ereignisse | Jahreskalender | Tagesartikel

◄ |
18. Jahrhundert v. Chr. |
17. Jahrhundert v. Chr. |
16. Jahrhundert v. Chr. |
►

1630er v. Chr. |
1620er v. Chr. |
►

1645 v. Chr. |
1644 v. Chr. |
1643 v. Chr. |
1642 v. Chr. |
► |
►►

## Ereignisse

### Babylonien
- Im babylonischen Kalender fiel das babylonische Neujahr des 1. Nisannu auf den 5.–6. April[1], der Vollmond im Nisannu auf den 17.–18. April[1], der 1. Tašritu auf den 27.–28. September[1], der 1. Araḫsamna auf den 27.–28. Oktober[1] und der 1. Tebetu auf den 25.–26. Dezember[1].
- Mögliches Ende des 1. Regierungsjahres (1646–1645 v. Chr.) von Ammi-saduqa:
  - Die Venus ging am 15. Šabatu unter und nach 3 Tagen wieder am 18. Šabatu auf.
- Möglicher Beginn des 2. Regierungsjahres (1645–1644 v. Chr.) von Ammi-saduqa:
  - Die Venus verschwand im Osten am 21. Araḫsamna.
  - Venusaufgang am 17. November (21. Araḫsamna: 16.–17. November) gegen 6:15 Uhr; Sonnenaufgang gegen 6:42 Uhr.[1]